# Karolina Protsenko
Karolina Protsenko (Oekraïens: Кароліна Проценко) (Kiev, 3 oktober 2008) is een Amerikaanse-Oekraïense violiste van Oekraïense komaf.

## Biografie
Protsenko werd geboren in de Oekraïense hoofdstad Kiev en verhuisde in 2014 met haar gezin van Oekraïne naar Simi Valley in Californië. Daar begon Protsenko vioollessen te volgen en trad ze vanaf medio 2017 als straatartiest op in Santa Monica op de Third Street Promenade. Door de opnames van haar optredens op haar drie YouTube-kanalen, Facebook en Instagram te plaatsen, verwierf Protsenko al snel bekendheid en groeide het aantal volgers binnen twee jaar tot tientallen miljoenen, in meer dan vijftig landen, waardoor haar video's wereldwijd meer dan 1,5 miljard keer bekeken werden.
Naast haar optredens als straatmuzikant en haar video's die op YouTube zijn gepubliceerd, trad Protsenko ook op bij liefdadigheidsevenementen, en onder andere in de California Club in Los Angeles en op het jaarlijkse gala van de organisatie Operation Walk en Faerieworlds in 2019, een jaarlijks kunst- en muziekfestival in Oregon. Protsenko was ook te gast in The Access LIVE TV Show en The Ellen Show.